# 野老正昭
野老 正昭 （ところ まさあき、1929年 - 2011年6月）は、日本の建築家。
妻はインテリアデザイナーの野老春子で、一人息子にアーティストの野老朝雄がいる。

## 来歴・作品
慶應義塾大学工学部（現理工学部）予科終了。
1953年、日本大学旧工学部建築学科卒業。
1956年から1958年まで、竹中工務店東京支店設計部に勤務する。この間、東京貿易会館、沖電気高崎工場、外務省庁舎の設計に従事した。
1958年に独立し、野老設計事務所を創立。1966年から日本大学生産工学部建設工学科、1977年から日本大学理工学部建築学科で建築設計の非常勤講師を務める。2001年には全日本建築士会連合会から会長表彰を受ける。その他1998年からは東京都建築物応急危険度判定士を、また日本建築家協会建築図集の初代図書刊行委員長を務めた。
1963年、ヤマト科学厚木工場で神奈川建築コンクール入選。1983年、越屋根の家で東京建築士会住宅コンクール入賞。
その他の作品に日本キリスト改革派東京恩寵教会会堂、TOMOE本社ビルなどがある。慶應義塾特選塾員、三田文学会会員、日本建築学会終身正会員、日本建築家協会終身会員。